# Nomada merceti
Nomada merceti är en biart som beskrevs av Johann Dietrich Alfken 1909. Nomada merceti ingår i släktet gökbin, och familjen långtungebin. Inga underarter finns listade i Catalogue of Life.